# Time (bài hát của Pink Floyd)
"Time" là ca khúc của ban nhạc progressive rock người Anh Pink Floyd, trích từ album The Dark Side of the Moon (1973) và trở thành đĩa đơn được ban nhạc phát hành tại thị trường Mỹ. Phần lời được Roger Waters sáng tác, trong khi phần âm nhạc được ghi cho toàn bộ ban nhạc. Đây là một trong những lần hiếm hoi nghệ sĩ keyboard Richard Wright tham gia góp giọng hòa âm (cùng nghệ sĩ guitar David Gilmour).
Nội dung ca khúc nói về dòng chảy vô tận của thời gian, thứ mà con người ít khi để ý tới. Waters có ý tưởng viết nên ca khúc này khi nhận ra mình không còn đủ thời gian làm bất cứ việc gì quan trọng, và phần nào đang mắc kẹt giữa nhiều vấn đề cuộc sống. Anh chia sẻ đã nhận ra điều này qua những bài phỏng vấn ở khoảng độ tuổi 29-30. Ca khúc được mở đầu bằng nhịp đếm đồng hồ kéo dài với tiếng chuông báo thức lớn, và được thu âm bởi Alan Parsons.

## Thành phần tham gia sản xuất
- David Gilmour – guitar điện, hát chính (đoạn mở đầu và "Breathe (Reprise)"), hát bè (đoạn bridges và "Breathe (Reprise)").
- Richard Wright – Farfisa organ,[5] Wurlitzer electric piano,[5] EMS VCS 3 và hát chính (đoạn bridge).
- Roger Waters – guitar bass, VCS 3[1].
- Nick Mason – trống, rototom.

Nghệ sĩ khác
- Doris Troy, Lesley Duncan, Liza Strike, Barry St. John – hát bè.